# آيا ماتسورا
آيا ماتسورا (باليابانية: 松浦亜弥) (و. 1986 – م) هي ممثلة، ومغنية، من اليابان، ولدت في هيميجي، هيوغو.

## وصلات خارجية
- آيا ماتسورا على موقع IMDb (الإنجليزية)
- آيا ماتسورا على موقع ميوزك برينز (الإنجليزية)
- آيا ماتسورا على موقع أول موفي (الإنجليزية)
- آيا ماتسورا على موقع أول ميوزيك (الإنجليزية)
- آيا ماتسورا على موقع ديسكوغز (الإنجليزية)
- آيا ماتسورا على موقع قاعدة بيانات الفيلم (الإنجليزية)